# Keizer Jozef II

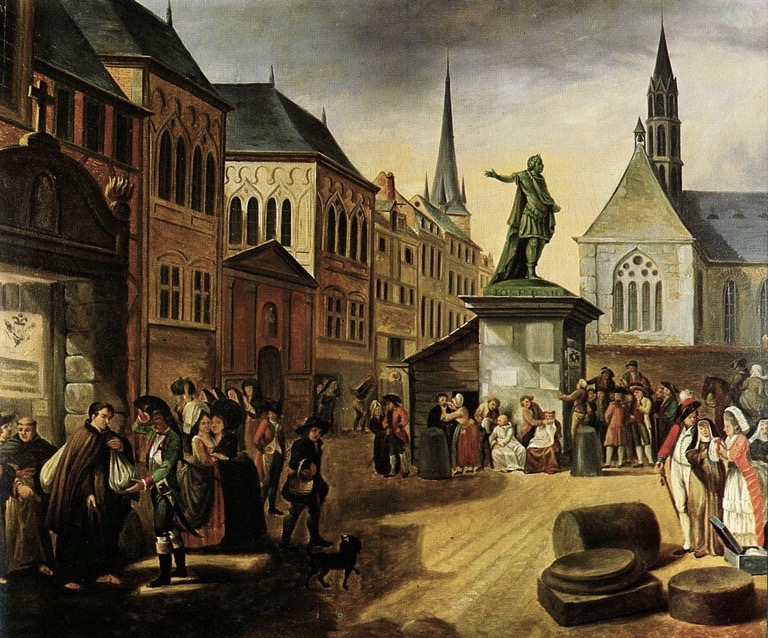
De opheffing van de kloosters door Jozef II, kopie naar een verloren schilderij van Léonard Defrance uit 1782.

Jozef II (Jozef Benedictus August Johan Anton Michaël Adam) (Wenen, 13 maart 1741 - aldaar, 20 februari 1790) was van 1765 tot 1790 keizer van het Heilige Roomse Rijk (Rooms-Duits keizer) en van 1780 tot 1790 heerser van de Habsburgse monarchie. Hij was de oudste zoon van keizerin Maria Theresia en keizer Frans I Stefan en was een broer van Maria Christina van Oostenrijk (1742-1798) en van Marie Antoinette. Hij was als zodanig (als erfgenaam van zijn moeder) de eerste heerser in de Oostenrijkse heerschappij van het huis Habsburg-Lotharingen. Jozef was een voorstander van verlicht absolutisme; zijn betrokkenheid bij de moderniserende hervormingen veroorzaakte echter veel tegenstand, waardoor zijn programma slechts gedeeltelijk uitgevoerd werd. Hij wordt, samen met Catharina II van Rusland en Frederik II van Pruisen, gezien als een van de drie grote verlichte monarchen. Zijn beleid staat nu bekend als het jozefinisme. Hij stierf zonder zonen en werd opgevolgd door zijn jongere broer, Leopold.

## Biografie
Jozef huwde op 6 oktober 1760 met Isabella van Parma (1741-1763), hun twee kinderen waren:
- aartshertogin Maria Theresia (20 maart 1762 - 23 januari 1770).
- aartshertogin Christina (22 november 1763)

Het jongste kind stierf bij de geboorte en Isabella vijf dagen later, aan de pokken. Jozef kon dit eigenlijk niet verwerken, maar op 23 januari 1765 hertrouwde hij toch met Maria Josepha van Beieren (1739-1767). De verhouding tussen de echtelieden had weinig van een sprookje. In het openbaar liet Jozef zich laatdunkend uit over de lelijkheid en het afstotelijk uiterlijk van zijn vrouw. Zij leed namelijk aan een chronische huidziekte. Dit huwelijk bleef kinderloos. Twee jaar later stierf Maria Josepha, ook aan de pokken.
Op 18 augustus 1765, tijdens de huwelijksfeesten van Jozefs jongere broer, aartshertog Peter Leopold, viel keizer Frans van Lotharingen plotseling flauw en stierf. Zo werd Jozef de soeverein van het Heilige Roomse Rijk. Op 23 september 1765 benoemde Maria Theresia haar zoon tot medeheerser in Oostenrijk, Bohemen en Hongarije (vanaf dat moment deelde hij haar titels en bevoegdheden met zijn moeder en bleef onder haar gezag). In 1766 werd hij ook opperbevelhebber van het Oostenrijkse leger en mederegent van zijn moeder in de landen van de Habsburgse monarchie. In de binnenlandse politiek streefde hij naar centralisatie van het bestuur, waardoor hij in conflict raakte met de Hongaren en de Zuidelijke Nederlanden. De Hongaren kon hij nog tevreden stellen door de maatregelen in te trekken.
Onder invloed van het kameralisme was hij ervan overtuigd dat het welzijn van zijn volk gegarandeerd werd door de kracht van de staat. Jozef II zorgde ervoor dat geen enkele boer nog langer als lijfeigene beschouwd mocht worden. Hij streefde ernaar de Kerk ondergeschikt te maken aan de staat.  Jozef II reisde zelfs naar Rome om invloed uit te oefenen op de pauskeuze. Hij lijkt succes gehad te hebben; de nieuwe paus Clemens XIV hief in 1773 de Jezuïetenorde op. Met het Tolerantie-edict werd vanaf 1781 een vrij grote mate van godsdienstvrijheid gewaarborgd.
Hij maakte tijdens zijn regering een einde aan het uitgebreide hofceremonieel zoals dat door Joan Raye jr. (1737 - 1823) beschreven werd. Bij keizerlijke audiënties hoefden geen kniebuigingen meer gemaakt te worden. Het uniform verving de Spaanse gewaden. Hofdignitarissen werden niet meer op staatskosten onderhouden en alleen op nieuwjaarsdag was er nog een gala-ontvangst.
De keizer zocht ook toenadering tot Rusland in de strijd tegen de Turken op de Balkan, de Oostenrijks-Turkse Oorlog (1787-1791).
Als beschermheer van de opera in Wenen had hij grote invloed op verschillende producties van Wolfgang Amadeus Mozart.
Jozef II heeft een grote invloed gehad op het strafrecht. Hij streefde naar een diepgaande hervorming van de Constitutio Theresiana Criminalis van zijn moeder Maria Theresia. Op 13 januari 1787 tekende hij te Wenen de afkondiging van het Allgemeines Gesetz über Verbrechen und derselben Bestraffung.
In 1789 vestigde hij in Bábolna een staatsstoeterij die de bakermat werd van het paardenras de Shagya arabier. In 1785 vestigde hij in Mezőhegyes een paardenfokkerij voor cavaleriepaarden. Dit werd de bakermat van de nonius.

## Religieuze politiek
De godsdienstige hervormingen van Jozef II lagen hem na aan het hart. Vooral de macht van de paus en de onproductieve dode hand waren hem een doorn in het oog. Om daar een einde aan te stellen schuwde hij geen risico's en ging hij veel verder dan het voorzichtige begin dat zijn moeder gemaakt had. Zijn  regeldrift leidde tot bemoeienis met interne kerkelijke zaken, zoals met het priesterlijk gewaad. Dat leverde hem de spot op van koning Frederik II van Pruisen, die over hem sprak als mon frère le sacristain (mijn broeder de koster). Daardoor kreeg keizer Jozef II de bijnaam keizer-koster. Nochtans waren zijn tolerantie-edicten van 1781 een principiële verlichtingsmaatregel. Niet-katholieken, waaronder joden, kregen gelijke toegang tot openbare ambten en mochten hun religie vrijer beoefenen. Vervolgens voerde hij het burgerlijk huwelijk in. Echtelijke verbintenissen vonden nog steeds in de kerk plaats, maar vormden voortaan een burgerlijke overeenkomst namens de staat. Voor huwelijksdispensaties mocht de clerus geen volmachten meer vragen aan Rome. Een volgende edict hief de contemplatieve, "onnuttige" kloosters op. Dit moest worden uitgevoerd door commissies, die in 1783 met een eerste ronde van 600 sluitingen kwamen. In datzelfde jaar ontbond de keizer alle broederschappen. Ze gingen op in één Broederschap van de Werkdadige Liefde, met een duidelijke sociale gerichtheid. Hij legaliseerde de vrijmetselarij in 1785, sloot de bedevaartsplaatsen en reduceerde in 1786 het aantal in acht te nemen kerkelijke feestdagen. Een verdere versteviging van de greep op de Kerk volgde in 1787, met de vervanging van grootseminaries door staatsscholen: algemene in Wenen, Pest, Pavia, Freiburg en Leuven, en filialen in Graz, Olmütz, Praag, Innsbrück en Luxemburg).
De invloed van al de maatregelen van de 'keizer-koster' bleef in Oostenrijk doorwerken tot het concordaat van 1855, dat een overeenkomst tussen de Heilige Stoel en het Heilige Roomse Rijk met betrekking tot de Katholieke Kerk in Oostenrijk. In Hongarije en de Zuidelijke Nederlanden was het verzet tegen de inmenging van Jozef II in de kerkelijke aangelegenheden dermate groot, dat voor deze landen de meeste voorschriften werden ingetrokken.

## Oostenrijkse Nederlanden
Keizerin Maria-Theresia kende de hervormingslust van haar zoon en maande hem kort voor haar dood aan de constituties van de Oostenrijkse Nederlanden niet aan te tasten. Hij kon best hun oude, ook belachelijke vooroordelen voor lief nemen omdat het gebied gehoorzaam was en veel meer belastingen opbracht dan de ontevreden Duitse landen. Deze raad negeerde Jozef. Vanaf zijn aantreden plande hij een aantal maatregelen die de Oostenrijkse Nederlanden op bestuurlijk, gerechtelijk en kerkelijk vlak moesten moderniseren en rationaliseren.
In 1781 reisde Jozef naar de Oostenrijkse Nederlanden in gezelschap van de graaf van Torcy. Hij eiste van de Nederlandse Republiek ontruiming van hun barrièresteden in de Oostenrijkse Nederlanden. Onder het pseudoniem graaf van Falkenstein reisde hij naar Den Haag en werd ontvangen door stadhouder Willem V en Carel George van Wassenaer Obdam. Vervolgens ging hij naar Amsterdam en had een overleg met burgemeester Joachim Rendorp. Hij bezocht Den Helder en ging aan boord van een van de schepen. Vervolgens trok hij naar Zaandam, Broek in Waterland (waar een boer hem niet binnen liet), Utrecht, Den Bosch en Maastricht.
In de Zuidelijke Nederlanden stond hij bekend om zijn verlichte, maar paternalistische hervormingspolitiek. Hij kreeg de bijnaam keizer-koster wegens zijn verregaande regeldrift ten aanzien van interne kerkelijke zaken zoals het priesterlijke gewaad en het bepalen van het aantal brandende kaarsen op het altaar. Ook beperkte hij het aantal kermissen te lande. In de Oostenrijkse Nederlanden trachtte hij het recht diepgaand te hervormen. Hij gaf Jozef Crumpipen, de kanselier van Brabant, opdracht om hieraan te werken. Het resultaat van deze poging tot hervorming werd voorgelegd aan Jozef II. De keizer ging niet akkoord en weigerde de ontwerptekst te aanvaarden omdat die niet ver genoeg ging. Hierop gaf hij aan Karl Anton von Martini de opdracht om het wetboek dat deze reeds voor Lombardije had gemaakt te vertalen in het Nederlands. Deze "vreemde" tekst werd echter niet aanvaard door de Oostenrijkse Nederlanden en droeg bij aan het uitbreken van de Brabantse Omwenteling van 1789-1790.

## Titels

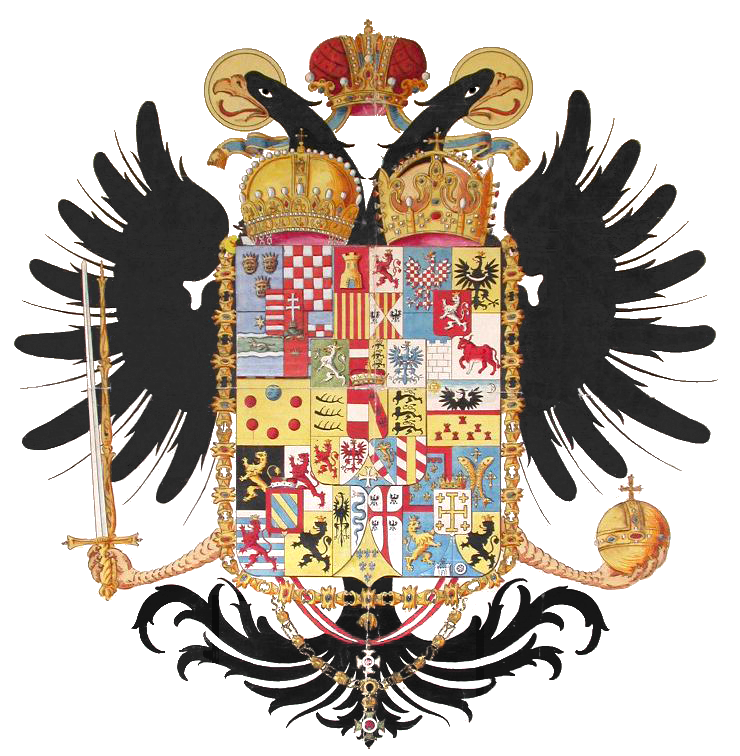
Wapenschild van Keizer Jozef II

Jozef II, bij gratie Gods verkozen 
keizer van het Heilige Roomse Rijk;
koning van:
Duitsland, 
Hongarije, 
Bohemen, 
Kroatië en Slavonië,
Galicië en Lodomerië;
aartshertog van:
Oostenrijk; 
groothertog van:
Toscane;
hertog van:
Stiermarken,
Karinthië, 
Krain,
Brabant,
Limburg,
Luxemburg,
Gelderland,
Silezië,
Milaan,
Auschwitz, 
Zator, 
Monferrato,
Teschen,
Boekovina;
grootvorst van:
Transsylvanië;
markgraaf van:
Moravië;
vorstelijke graaf van: 
Habsburg,
Vlaanderen, 
Tirol, 
Henegouwen,
Kyburg;
markgraaf van:
Antwerpen,
Burgau,
Lausitz,
Windische markgraafschap;
graaf van:
Namen,
Zutphen,
Falkenstein,
Breisgau;
heer van :
Mechelen,
Doornik.

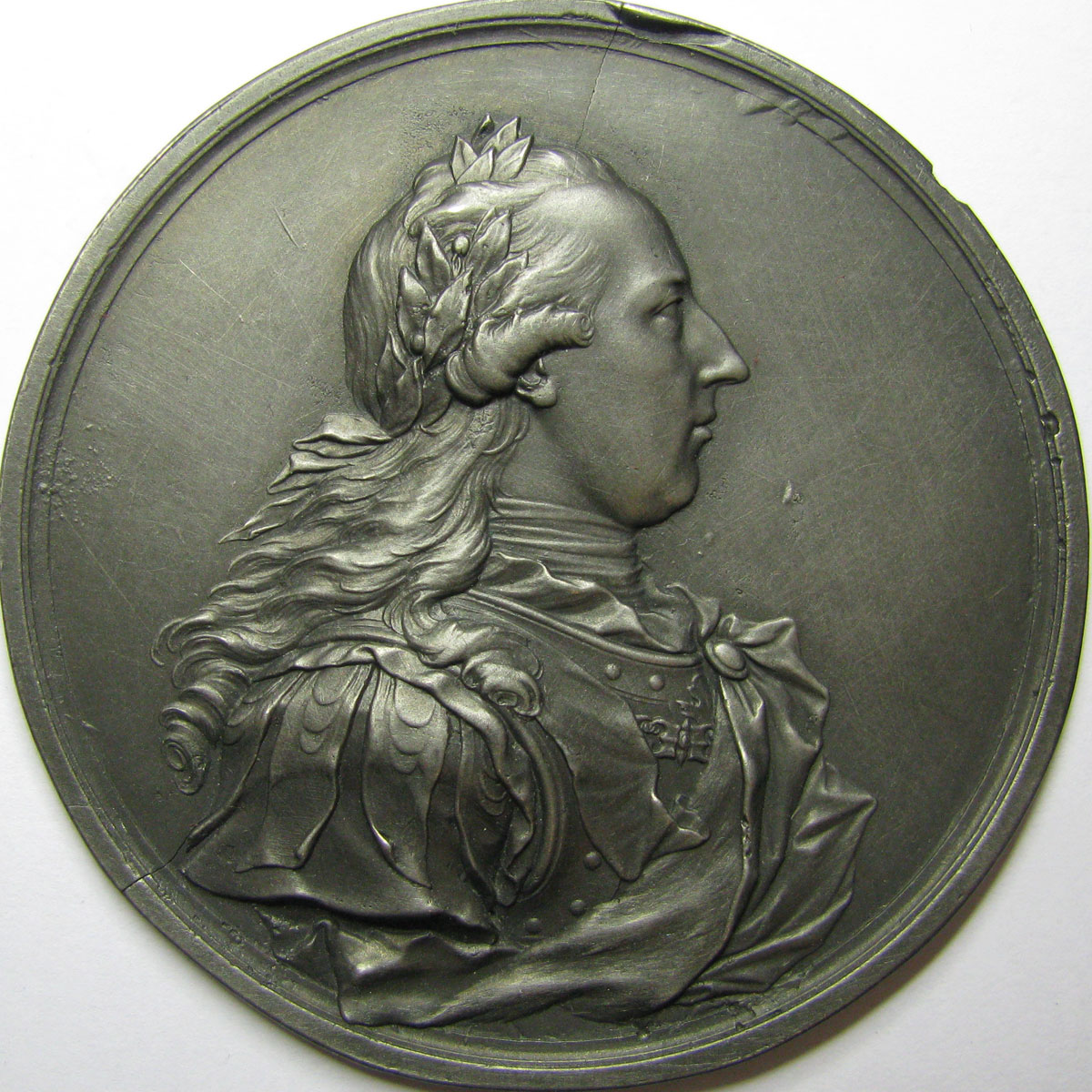
Loodafslag van een medaillestempel met het portret van keizer Jozef II bestemd voor de Oostenrijkse Nederlanden, waarschijnlijk vlak voor het overlijden van de keizer in 1790 gemaakt door Theodoor Victor van Berckel.

## Kwartierstaat
| Karel V van Lotharingen (1643-1690) | Karel V van Lotharingen (1643-1690) | Karel V van Lotharingen (1643-1690) | Karel V van Lotharingen (1643-1690) | Karel V van Lotharingen (1643-1690)   | Karel V van Lotharingen (1643-1690)   | Eleonora van Oostenrijk (1653-1697)   | Eleonora van Oostenrijk (1653-1697)   | Eleonora van Oostenrijk (1653-1697)     | Eleonora van Oostenrijk (1653-1697)     | Eleonora van Oostenrijk (1653-1697)        | Eleonora van Oostenrijk (1653-1697)        |                                            |                                            | Filips van Orléans (1640-1701)             | Filips van Orléans (1640-1701)             | Filips van Orléans (1640-1701)              | Filips van Orléans (1640-1701)              | Filips van Orléans (1640-1701)              | Filips van Orléans (1640-1701)              | Elisabeth Charlotte van de Palts (1652-1722) | Elisabeth Charlotte van de Palts (1652-1722) | Elisabeth Charlotte van de Palts (1652-1722) | Elisabeth Charlotte van de Palts (1652-1722) | Elisabeth Charlotte van de Palts (1652-1722) | Elisabeth Charlotte van de Palts (1652-1722) |                                           |                                           | Leopold I van Oostenrijk (1640-1705)      | Leopold I van Oostenrijk (1640-1705)      | Leopold I van Oostenrijk (1640-1705) | Leopold I van Oostenrijk (1640-1705) | Leopold I van Oostenrijk (1640-1705) | Leopold I van Oostenrijk (1640-1705) | Eleonora van Palts-Neuburg (1655-1720) | Eleonora van Palts-Neuburg (1655-1720) | Eleonora van Palts-Neuburg (1655-1720) | Eleonora van Palts-Neuburg (1655-1720) | Eleonora van Palts-Neuburg (1655-1720)    | Eleonora van Palts-Neuburg (1655-1720)    |                                             |                                             | Lodewijk Rudolf van Brunswijk-Wolfenbüttel (1671-1735) | Lodewijk Rudolf van Brunswijk-Wolfenbüttel (1671-1735) | Lodewijk Rudolf van Brunswijk-Wolfenbüttel (1671-1735)     | Lodewijk Rudolf van Brunswijk-Wolfenbüttel (1671-1735)     | Lodewijk Rudolf van Brunswijk-Wolfenbüttel (1671-1735)     | Lodewijk Rudolf van Brunswijk-Wolfenbüttel (1671-1735)     | Christine Luise van Öttingen (1671-1747)                   | Christine Luise van Öttingen (1671-1747)                   | Christine Luise van Öttingen (1671-1747) | Christine Luise van Öttingen (1671-1747) | Christine Luise van Öttingen (1671-1747) | Christine Luise van Öttingen (1671-1747) |  |  |  |  |  |  |  |  |  |  |  |  |  |  |  |  |  |  |  |  |  |  |  |  |  |  |  |  |  |  |  |  |  |  |  |  |  |  |  |  |  |  |  |  |  |  |  |  |
| Karel V van Lotharingen (1643-1690) | Karel V van Lotharingen (1643-1690) | Karel V van Lotharingen (1643-1690) | Karel V van Lotharingen (1643-1690) | Karel V van Lotharingen (1643-1690)   | Karel V van Lotharingen (1643-1690)   | Eleonora van Oostenrijk (1653-1697)   | Eleonora van Oostenrijk (1653-1697)   | Eleonora van Oostenrijk (1653-1697)     | Eleonora van Oostenrijk (1653-1697)     | Eleonora van Oostenrijk (1653-1697)        | Eleonora van Oostenrijk (1653-1697)        |                                            |                                            | Filips van Orléans (1640-1701)             | Filips van Orléans (1640-1701)             | Filips van Orléans (1640-1701)              | Filips van Orléans (1640-1701)              | Filips van Orléans (1640-1701)              | Filips van Orléans (1640-1701)              | Elisabeth Charlotte van de Palts (1652-1722) | Elisabeth Charlotte van de Palts (1652-1722) | Elisabeth Charlotte van de Palts (1652-1722) | Elisabeth Charlotte van de Palts (1652-1722) | Elisabeth Charlotte van de Palts (1652-1722) | Elisabeth Charlotte van de Palts (1652-1722) |                                           |                                           | Leopold I van Oostenrijk (1640-1705)      | Leopold I van Oostenrijk (1640-1705)      | Leopold I van Oostenrijk (1640-1705) | Leopold I van Oostenrijk (1640-1705) | Leopold I van Oostenrijk (1640-1705) | Leopold I van Oostenrijk (1640-1705) | Eleonora van Palts-Neuburg (1655-1720) | Eleonora van Palts-Neuburg (1655-1720) | Eleonora van Palts-Neuburg (1655-1720) | Eleonora van Palts-Neuburg (1655-1720) | Eleonora van Palts-Neuburg (1655-1720)    | Eleonora van Palts-Neuburg (1655-1720)    |                                             |                                             | Lodewijk Rudolf van Brunswijk-Wolfenbüttel (1671-1735) | Lodewijk Rudolf van Brunswijk-Wolfenbüttel (1671-1735) | Lodewijk Rudolf van Brunswijk-Wolfenbüttel (1671-1735)     | Lodewijk Rudolf van Brunswijk-Wolfenbüttel (1671-1735)     | Lodewijk Rudolf van Brunswijk-Wolfenbüttel (1671-1735)     | Lodewijk Rudolf van Brunswijk-Wolfenbüttel (1671-1735)     | Christine Luise van Öttingen (1671-1747)                   | Christine Luise van Öttingen (1671-1747)                   | Christine Luise van Öttingen (1671-1747) | Christine Luise van Öttingen (1671-1747) | Christine Luise van Öttingen (1671-1747) | Christine Luise van Öttingen (1671-1747) |  |  |  |  |  |  |  |  |  |  |  |  |  |  |  |  |  |  |  |  |  |  |  |  |  |  |  |  |  |  |  |  |  |  |  |  |  |  |  |  |  |  |  |  |  |  |  |  |
|                                     |                                     |                                     |                                     |                                       |                                       |                                       |                                       |                                         |                                         |                                            |                                            |                                            |                                            |                                            |                                            |                                             |                                             |                                             |                                             |                                              |                                              |                                              |                                              |                                              |                                              |                                           |                                           |                                           |                                           |                                      |                                      |                                      |                                      |                                        |                                        |                                        |                                        |                                           |                                           |                                             |                                             |                                                        |                                                        |                                                            |                                                            |                                                            |                                                            |                                                            |                                                            |                                          |                                          |                                          |                                          |  |  |  |  |  |  |  |  |  |  |  |  |  |  |  |  |  |  |  |  |  |  |  |  |  |  |  |  |  |  |  |  |  |  |  |  |  |  |  |  |  |  |  |  |  |  |  |  |
|                                     |                                     |                                     |                                     | Leopold I van Lotharingen (1679-1729) | Leopold I van Lotharingen (1679-1729) | Leopold I van Lotharingen (1679-1729) | Leopold I van Lotharingen (1679-1729) | Leopold I van Lotharingen (1679-1729)   | Leopold I van Lotharingen (1679-1729)   |                                            |                                            |                                            |                                            |                                            |                                            | Elisabeth Charlotte van Orléans (1676-1744) | Elisabeth Charlotte van Orléans (1676-1744) | Elisabeth Charlotte van Orléans (1676-1744) | Elisabeth Charlotte van Orléans (1676-1744) | Elisabeth Charlotte van Orléans (1676-1744)  | Elisabeth Charlotte van Orléans (1676-1744)  |                                              |                                              |                                              |                                              |                                           |                                           |                                           |                                           |                                      |                                      | Karel VI van Oostenrijk (1685-1740)  | Karel VI van Oostenrijk (1685-1740)  | Karel VI van Oostenrijk (1685-1740)    | Karel VI van Oostenrijk (1685-1740)    | Karel VI van Oostenrijk (1685-1740)    | Karel VI van Oostenrijk (1685-1740)    |                                           |                                           |                                             |                                             |                                                        |                                                        | Elisabeth Christine van Brunswijk-Wolfenbüttel (1691-1750) | Elisabeth Christine van Brunswijk-Wolfenbüttel (1691-1750) | Elisabeth Christine van Brunswijk-Wolfenbüttel (1691-1750) | Elisabeth Christine van Brunswijk-Wolfenbüttel (1691-1750) | Elisabeth Christine van Brunswijk-Wolfenbüttel (1691-1750) | Elisabeth Christine van Brunswijk-Wolfenbüttel (1691-1750) |                                          |                                          |                                          |                                          |  |  |  |  |  |  |  |  |  |  |  |  |  |  |  |  |  |  |  |  |  |  |  |  |  |  |  |  |  |  |  |  |  |  |  |  |  |  |  |  |  |  |  |  |  |  |  |  |
|                                     |                                     |                                     |                                     | Leopold I van Lotharingen (1679-1729) | Leopold I van Lotharingen (1679-1729) | Leopold I van Lotharingen (1679-1729) | Leopold I van Lotharingen (1679-1729) | Leopold I van Lotharingen (1679-1729)   | Leopold I van Lotharingen (1679-1729)   |                                            |                                            |                                            |                                            |                                            |                                            | Elisabeth Charlotte van Orléans (1676-1744) | Elisabeth Charlotte van Orléans (1676-1744) | Elisabeth Charlotte van Orléans (1676-1744) | Elisabeth Charlotte van Orléans (1676-1744) | Elisabeth Charlotte van Orléans (1676-1744)  | Elisabeth Charlotte van Orléans (1676-1744)  |                                              |                                              |                                              |                                              |                                           |                                           |                                           |                                           |                                      |                                      | Karel VI van Oostenrijk (1685-1740)  | Karel VI van Oostenrijk (1685-1740)  | Karel VI van Oostenrijk (1685-1740)    | Karel VI van Oostenrijk (1685-1740)    | Karel VI van Oostenrijk (1685-1740)    | Karel VI van Oostenrijk (1685-1740)    |                                           |                                           |                                             |                                             |                                                        |                                                        | Elisabeth Christine van Brunswijk-Wolfenbüttel (1691-1750) | Elisabeth Christine van Brunswijk-Wolfenbüttel (1691-1750) | Elisabeth Christine van Brunswijk-Wolfenbüttel (1691-1750) | Elisabeth Christine van Brunswijk-Wolfenbüttel (1691-1750) | Elisabeth Christine van Brunswijk-Wolfenbüttel (1691-1750) | Elisabeth Christine van Brunswijk-Wolfenbüttel (1691-1750) |                                          |                                          |                                          |                                          |  |  |  |  |  |  |  |  |  |  |  |  |  |  |  |  |  |  |  |  |  |  |  |  |  |  |  |  |  |  |  |  |  |  |  |  |  |  |  |  |  |  |  |  |  |  |  |  |
|                                     |                                     |                                     |                                     |                                       |                                       |                                       |                                       |                                         |                                         | Frans I Stefan van Lotharingen (1708–1765) | Frans I Stefan van Lotharingen (1708–1765) | Frans I Stefan van Lotharingen (1708–1765) | Frans I Stefan van Lotharingen (1708–1765) | Frans I Stefan van Lotharingen (1708–1765) | Frans I Stefan van Lotharingen (1708–1765) |                                             |                                             |                                             |                                             |                                              |                                              |                                              |                                              |                                              |                                              |                                           |                                           |                                           |                                           |                                      |                                      |                                      |                                      |                                        |                                        |                                        |                                        | Maria Theresia van Oostenrijk (1717-1780) | Maria Theresia van Oostenrijk (1717-1780) | Maria Theresia van Oostenrijk (1717-1780)   | Maria Theresia van Oostenrijk (1717-1780)   | Maria Theresia van Oostenrijk (1717-1780)              | Maria Theresia van Oostenrijk (1717-1780)              |                                                            |                                                            |                                                            |                                                            |                                                            |                                                            |                                          |                                          |                                          |                                          |  |  |  |  |  |  |  |  |  |  |  |  |  |  |  |  |  |  |  |  |  |  |  |  |  |  |  |  |  |  |  |  |  |  |  |  |  |  |  |  |  |  |  |  |  |  |  |  |
|                                     |                                     |                                     |                                     |                                       |                                       |                                       |                                       |                                         |                                         | Frans I Stefan van Lotharingen (1708–1765) | Frans I Stefan van Lotharingen (1708–1765) | Frans I Stefan van Lotharingen (1708–1765) | Frans I Stefan van Lotharingen (1708–1765) | Frans I Stefan van Lotharingen (1708–1765) | Frans I Stefan van Lotharingen (1708–1765) |                                             |                                             |                                             |                                             |                                              |                                              |                                              |                                              |                                              |                                              |                                           |                                           |                                           |                                           |                                      |                                      |                                      |                                      |                                        |                                        |                                        |                                        | Maria Theresia van Oostenrijk (1717-1780) | Maria Theresia van Oostenrijk (1717-1780) | Maria Theresia van Oostenrijk (1717-1780)   | Maria Theresia van Oostenrijk (1717-1780)   | Maria Theresia van Oostenrijk (1717-1780)              | Maria Theresia van Oostenrijk (1717-1780)              |                                                            |                                                            |                                                            |                                                            |                                                            |                                                            |                                          |                                          |                                          |                                          |  |  |  |  |  |  |  |  |  |  |  |  |  |  |  |  |  |  |  |  |  |  |  |  |  |  |  |  |  |  |  |  |  |  |  |  |  |  |  |  |  |  |  |  |  |  |  |  |
|                                     |                                     |                                     |                                     |                                       |                                       |                                       |                                       |                                         |                                         |                                            |                                            |                                            |                                            |                                            |                                            |                                             |                                             |                                             |                                             |                                              |                                              |                                              |                                              |                                              |                                              |                                           |                                           |                                           |                                           |                                      |                                      |                                      |                                      |                                        |                                        |                                        |                                        |                                           |                                           |                                             |                                             |                                                        |                                                        |                                                            |                                                            |                                                            |                                                            |                                                            |                                                            |                                          |                                          |                                          |                                          |  |  |  |  |  |  |  |  |  |  |  |  |  |  |  |  |  |  |  |  |  |  |  |  |  |  |  |  |  |  |  |  |  |  |  |  |  |  |  |  |  |  |  |  |  |  |  |  |
|                                     |                                     |                                     |                                     |                                       |                                       |                                       |                                       |                                         |                                         |                                            |                                            |                                            |                                            |                                            |                                            |                                             |                                             |                                             |                                             |                                              |                                              |                                              |                                              |                                              |                                              |                                           |                                           |                                           |                                           |                                      |                                      |                                      |                                      |                                        |                                        |                                        |                                        |                                           |                                           |                                             |                                             |                                                        |                                                        |                                                            |                                                            |                                                            |                                                            |                                                            |                                                            |                                          |                                          |                                          |                                          |  |  |  |  |  |  |  |  |  |  |  |  |  |  |  |  |  |  |  |  |  |  |  |  |  |  |  |  |  |  |  |  |  |  |  |  |  |  |  |  |  |  |  |  |  |  |  |  |
| Keizer Jozef II (1741-1790)         | Keizer Jozef II (1741-1790)         | Keizer Jozef II (1741-1790)         | Keizer Jozef II (1741-1790)         | Keizer Jozef II (1741-1790)           | Keizer Jozef II (1741-1790)           |                                       |                                       | Maria Amalia van Oostenrijk (1746-1804) | Maria Amalia van Oostenrijk (1746-1804) | Maria Amalia van Oostenrijk (1746-1804)    | Maria Amalia van Oostenrijk (1746-1804)    | Maria Amalia van Oostenrijk (1746-1804)    | Maria Amalia van Oostenrijk (1746-1804)    |                                            |                                            | Keizer Leopold II (1747-1792)               | Keizer Leopold II (1747-1792)               | Keizer Leopold II (1747-1792)               | Keizer Leopold II (1747-1792)               | Keizer Leopold II (1747-1792)                | Keizer Leopold II (1747-1792)                |                                              |                                              | Maria Carolina van Oostenrijk (1752-1814)    | Maria Carolina van Oostenrijk (1752-1814)    | Maria Carolina van Oostenrijk (1752-1814) | Maria Carolina van Oostenrijk (1752-1814) | Maria Carolina van Oostenrijk (1752-1814) | Maria Carolina van Oostenrijk (1752-1814) |                                      |                                      | Ferdinand van Oostenrijk (1754-1806) | Ferdinand van Oostenrijk (1754-1806) | Ferdinand van Oostenrijk (1754-1806)   | Ferdinand van Oostenrijk (1754-1806)   | Ferdinand van Oostenrijk (1754-1806)   | Ferdinand van Oostenrijk (1754-1806)   |                                           |                                           | Marie Antoinette van Oostenrijk (1755-1793) | Marie Antoinette van Oostenrijk (1755-1793) | Marie Antoinette van Oostenrijk (1755-1793)            | Marie Antoinette van Oostenrijk (1755-1793)            | Marie Antoinette van Oostenrijk (1755-1793)                | Marie Antoinette van Oostenrijk (1755-1793)                |                                                            |                                                            | 8 zusters en 2 broers                                      | 8 zusters en 2 broers                                      | 8 zusters en 2 broers                    | 8 zusters en 2 broers                    | 8 zusters en 2 broers                    | 8 zusters en 2 broers                    |  |  |  |  |  |  |  |  |  |  |  |  |  |  |  |  |  |  |  |  |  |  |  |  |  |  |  |  |  |  |  |  |  |  |  |  |  |  |  |  |  |  |  |  |  |  |  |  |

## Bron
1. ↑  Österreich zur Zeit Kaiser Josephs II. Mitregent Kaiserin Maria Theresias, Kaiser und Landesfürst. Niederösterreichische Landesausstellung. Stift Melk.
2. ↑  Barbara Stollberg-Rilinger, Maria Theresia. Die Kaiserin in ihrer Zeit, 2018,	p. 981
3. ↑  Thomas von der Dunk, Ger-manie: Inkognito aber stadtbekantt. Joseph II. auf Reise in Holland in: De Achttiende Eeuw, 2008, nr. 1, p. 95. Gearchiveerd op 28 maart 2022.

vet = keizer · cursief = tegenkoning · 1 = medekoning (in een deelrijk) · 2 = afkomstig uit een andere dynastie